# Vendetta di zingara
Vendetta di zingara è un film del 1950 diretto da Aldo Molinari.
Conosciuto anche come: Sangue di nomadi

## Trama
Un uomo si innamora di una ragazza e poi della sorella. La ragazza li scopre e cerca in tutti i modi di riprendersi l'uomo ma per evitare lo strazio della sorella lo uccide per poi suicidarsi.